# Syndrome de Weaver
Pour les articles homonymes, voir Weaver.
 Mise en garde médicale
Le syndrome de Weaver est une maladie multisystémique rare, d'origine chromosomique, de transmission autosomique dominante. 
Sa caractéristique principale est une taille notablement supérieure à la moyenne dès une croissance extrêmement rapide au cours de la vie prénatale puis de l'enfance et de l'adolescence, outre une maturation osseuse précoce, des anomalies neurologiques et squelettiques, une macrocéphalie avec des traits craniofaciaux particuliers (large diamètre bifrontal, tête ronde dans l'enfance, occiput déprimé, philtrum hypertrophié, hypertélorisme, strabisme, rétrognathie, épicanthus et fentes palpébrales malformées) et un handicap intellectuel de degré très variable (souvent léger), une épilepsie, des troubles comportementaux, une alalie, une hypotonie ou hypertonie. Les autres symptômes peuvent notamment inclure camptodactylie, peau douce d'aspect « pâteux », hernie ombilicale, pleurs faibles et rauques, ongles fins et enfoncés, cheveux clairsemés, côtes plutôt courtes, extension limitée du coude et du genou, voix grave et rauque, retard psychomoteur (position assise, station debout, marche), troubles de l'équilibre et de la coordination.    
Sa cause a été identifiée en 2012 comme étant une mutation du gène EZH2 (en) sur le chromosome 7q36. Le principal diagnostic différentiel est le syndrome de Sotos.